# Lave lys Hoek van Holland
Lave lys Hoek van Holland (Hollandsk: Lage licht Hoek van Holland) er et af tre fyrtårne der oprindeligt stod i Hoek van Holland udenfor Rotterdam i Nederlandene. De øvrige fyrtårne er Høje lys Hoek van Holland og Vagttårnet fra Kijkduin. Lave lys Hoek van Holland blev skilt ad i 1977 og står i dag i Rotterdam, ud for Rotterdams maritime museum.

## Forhistorie
Forgængeren til Lave lys var et ottekantet murstenstårn med en højde på 9 meter, der blev bygget i 1893, på præcis samme sted Lave lys oprindeligt stod. Dette fyrtårn var designet af A.C. van Loon. Idéen med at bygge det lave fyrtårn var, at man kunne bygge det meget længere ude. 544 meter længere inde i landet byggede man Høje lys. Når man kom fra havet ville man først få øje på Lave lys, og når man kom længere ind ville man også få øje på Høje lys. Når de to var på linje med hinanden vertikalt ville man vide, at skibet havde den korrekte kurs mod indsejling i Nieuwe Waterweg (Den nye vandvej), der ledte ind mod Rotterdam havn. Det blev dog hurtig klart at det første Lave lys var for lavt, og det blev erstattet af den nuværende udgave, der er et 15 meter højt tårn lavet i støbejern. Lave lys var det sidste fyrtårn i Nederlandene der blev lavet i støbejern.

## Historie
Det røde støbejerns fyrtårn blev bygget i 1899 af Penn & Bauduin fra Dordrecht. Det er lavet af flere stykker støbejern, der er boltet sammen. Der er fire etager i fyrtårnet, og i alt 42 trappetrin. Til at starte med havde det gas drevne lys i tårnet en lysstyrke svarende til 2.000 stearinlys. I 1913 blev denne lysstyrke forøget til hvad der svarer til lyset fra 12.000 stearinlys. I 1921 gennemgik fyrtårnet en renovation, hvor man gik fra gas lys til elektrisk lys. I den forbindelse øgede man yderligere styrket på lyset til nu at være 10 gange så kraftigt som tårnet oprindeligt havde kunnet formå, nemlig en lysstyrke svarende til 20.000 stearinlys .
I 1967 blev fyrtårnet taget ud af brug, og malet gråt. Dette skyldtes at konstruktionen af Europoort havde udvidet kyststrækningen, så de to fyrtårne nu var så langt fra kyststrækningen, at de ikke havde noget reelt formål længere . En midlertidig løsning med en række stilladser med projektører på blev opstillet, indtil der i 1974 blev opstillet 9 moderne beton fyrtårne, til at erstatte de gamle fyrtårne.
I 1977 blev tårnet transporteret i to dele fra Leuvehaven til Rotterdam, og i 1990 blev det opstillet ud for det maritime museum i Rotterdam. Det blev malet op i den originale rød-brune farve. 
Der blev opstillet et tårn magen til det første Lave lys fyrtårn blev samtidig opstillet i Kijkduin. I 2004 blev dette tårn transporteret med helikopter, og opstillet på det oprindelige sted Lave lys stod. I 2006 fik en underskrift indsamling, der ønskede at få tårnet tilbage til Kijkduin, 2.000 underskrifter.

## Billeder
- Om aftenen - 2008
- Det maritime museum om aftenen
- 2008
- Lave lys - 2009
- 2009